# 振州
振州（しんしゅう）は、中国にかつて存在した州。唐代から北宋初年にかけて、現在の海南省三亜市一帯に設置された。

## 概要
622年（武徳5年）、唐により隋の臨振郡の地に振州が立てられた。742年（天宝元年）、振州は延徳郡と改称された。758年（乾元元年）、延徳郡は振州の称にもどされた。振州は嶺南道に属し、寧遠・延徳・吉陽・臨川・落屯の5県を管轄した。
972年（開宝5年）、北宋により振州は崖州と改称された。